# Volo Aeroflot 1036
Il volo Aeroflot 1036 (in russo Рейс 1036 Аэрофлота?, Rejs 1036 Aeroflota) era un volo passeggeri di linea nazionale da Adler a Mosca, nella RSFS Russa. Il 1º ottobre 1972, un Ilyushin Il-18 operante su tale rotta si schiantò dopo il decollo dall'aeroporto Internazionale di Soči, inabissandosi nel Mar Nero. Tutte le 109 persone a bordo del velivolo morirono nello schianto. Rimane il secondo peggior incidente di un Ilyushin Il-18 dopo il volo Aeroflot 909.

## L'aereo
Il velivolo coinvolto era un Ilyushin Il-18, marche CCCP-75507, numero di serie 183006405. Volò per la prima volta nel 1963 e, al momento dell'incidente, aveva accumulato 15 718 ore di volo in 7 899 cicli di decollo-atterraggio. Era spinto da 4 motori turboelica Ivchenko AI-20K.

## L'equipaggio
Otto membri dell'equipaggio erano a bordo del volo. Nella cabina di pilotaggio si trovavano:
- V. G. Tichonov, il comandante;
- V. A. Slobodskajaa, il copilota;
- A. S. Zmeevskij, l'ufficiale di navigazione;
- V. V. Meščaninov, l'ingegnere di volo;
- B. V. Spelov, l'operatore radio.

## L'incidente
Sul volo c'erano 100 adulti, un bambino e otto membri dell'equipaggio. Le condizioni meteorologiche il giorno dell'incidente era buone, con visibilità superiore a 5 chilometri, venti miti e una temperatura dell'aria di 17 °C.
Alle 19:21 ora locale l'Il-18 partì dall'aeroporto di Soči con una prua di 240°. Alle 19:22, l'equipaggio contattò il controllo del traffico aereo per ricevere ulteriori istruzioni. Il controllore incaricò il volo di virare a destra e salire fino a 9 700 piedi (3 000 m); i piloti confermarono di aver sentito le istruzioni. A un'altitudine tra i 150-250 metri, iniziarono a compiere la svolta verso destra, quando l'aeromobile si diresse inaspettatamente in una brusca virata a sinistra, precipitando nel Mar Nero.
Alle 19:40, il controllo del traffico aereo ricevette un messaggio da parte di alcune navi da guerra che si trovavano nell'area, le quali riportarono lo schianto di un aereo in mare. Alle 23:52, a circa 5-6 chilometri dalla riva, detriti dell'aeromobile e parti dei corpi furono trovati galleggianti sulla superficie del mare. Tutte le 109 persone a bordo persero la vita.

## Le indagini
Gli investigatori proposero diverse ipotesi per la causa dell'incidente. Nessuna traccia di esplosivo venne trovata su alcun relitto o sui resti umani. Venne anche suggerito un guasto meccanico, ma non fu possibile provarlo oltre ogni ragionevole dubbio. L'ipotesi più accreditata era la possibilità che un impatto con volatili, in particolare uccelli migratori, avesse danneggiato i motori del velivolo. A causa dell'inabissamento del relitto nel Mar Nero a una profondità di 600 metri fu impossibile determinare con certezza la causa o le cause dell'incidente.